# 월도프 샐러드

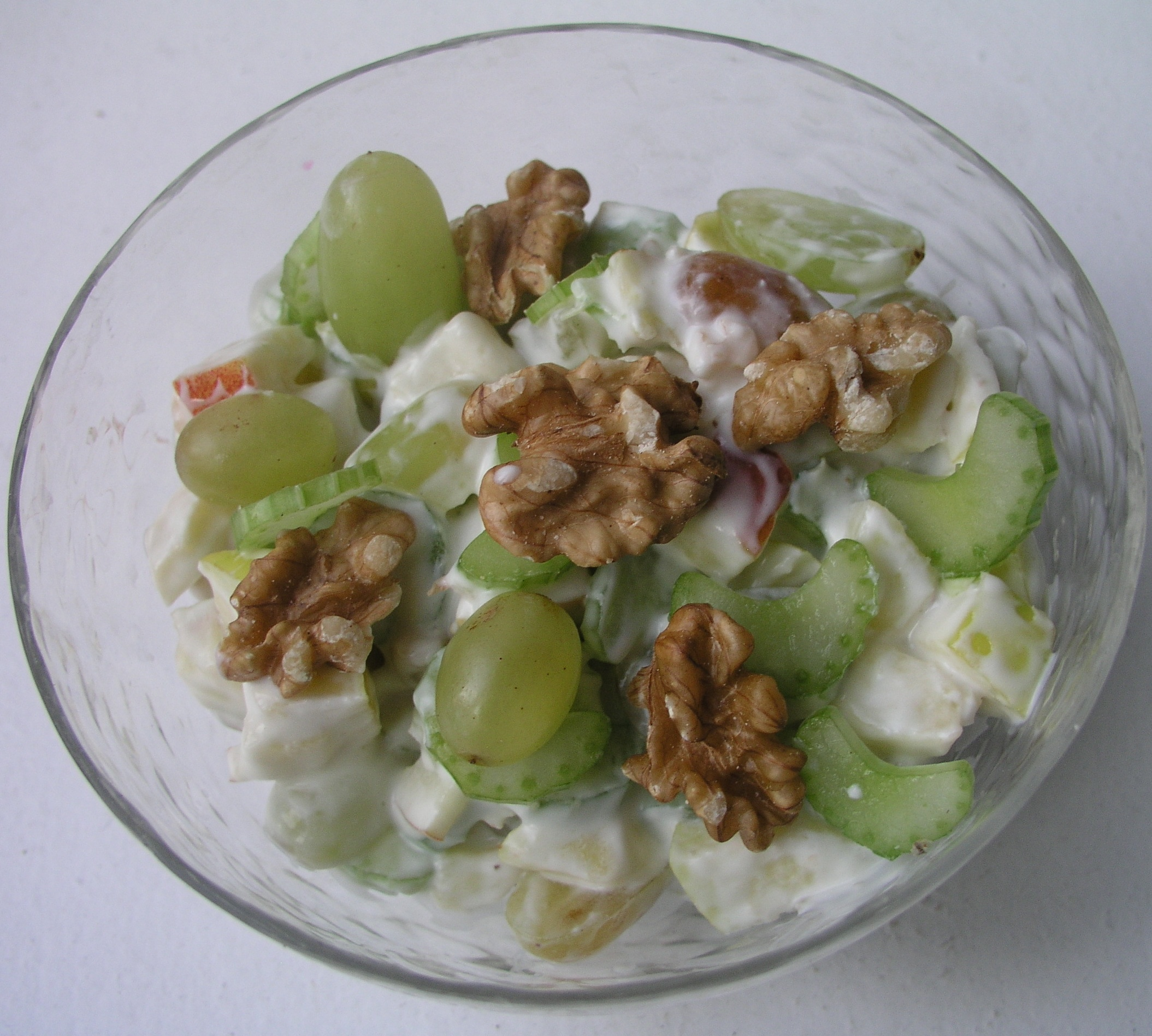
월도프 샐러드

월도프 샐러드(Waldorf salad)는 사과와 견과류 (특히 호두), 셀러리, 마요네즈 및 마요네즈를 베이스로 만든 드레싱을 사용하여 만드는 샐러드이다. 이름은 뉴욕에 위치한 호텔인 월도프 애스토리아 뉴욕에서 유래했다.

## 같이 보기
- 과일 샐러드
- 샐러드 목록